# Seznam kamenů zmizelých na Vinohradech

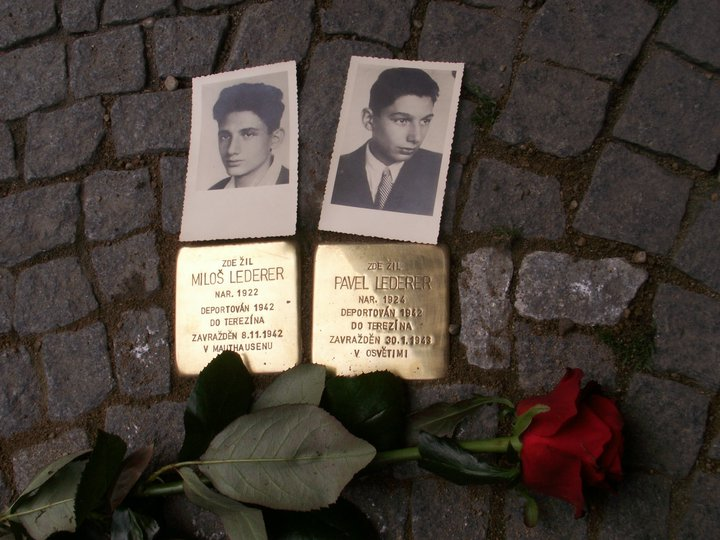
Kameny zmizely pro Miloše a Pavla Lederera, Vinohrady 2011

Seznam kamenů zmizelých na Vinohradech obsahuje pamětní kameny obětem nacismu na Vinohradech (městská čtvrť Prahy). Jsou součástí celoevropského projektu Stolpersteine německého umělce Guntera Demniga. Kameny zmizelých jsou věnovány osudu těch, kteří byli nacisty deportováni, vyhnáni, zavražděni nebo spáchali sebevraždu.
Kameny zmizelých se zpravidla nacházejí před posledním místem pobytu obětí. První instalace v Praze se uskutečnila 8. října 2008.

## Vinohrady
Na Vinohradech se nacházejí tyto kameny zmizelých:
| Obrázek                       | Nápis | Bydliště                                                       | Jméno, život                             |
| ----------------------------- | --- | -------------------------------------------------------------- | ---------------------------------------- |
|                               | ZDE ŽIL HARRY ADLER NAR. 1927 DEPORTOVÁN 1942 DO TEREZÍNA ZAVRAŽDĚN V SOBIBORU                                                                | Praha, Balbínova 550/10                                        | Harry Adler                              |
|                               | ZDE ŽILA GABRIELA ADLEROVÁ ROZ. JERUSALEMOVÁ NAR. 1888 DEPORTOVÁN 1941 DO LODŽE ZAVRAŽDĚNA                                                    | Praha, Čelakovského sady 434/8 50°4′39″ s. š., 14°25′51″ v. d. | Gabriela Adlerová, rozená Jerusalemová   |
|                               | ZDE ŽILA BERTA MARIE ALBRECHTOVÁ ROZ. HERRMANNOVÁ NAR. 1898 DEPORTOVÁNA 1943 DO OSVĚTIMI ZAVRAŽDĚNA                                           | Praha, Korunní 1773/117 50°4′32″ s. š., 14°27′24″ v. d.        | Berta Marie Albrechtová roz. Herrmannová |
|                               | ZDE BYDLEL KAREL BAUM NAR. 1903 DEPORTOVÁN 24.4.1942 DO TEREZÍNA ZAVRAŽDĚN 27.8.1942 V MAJDANKU                                               | Praha, Budečská 944/9                                          | Karel Baum                               |
|                               | ZDE ŽILA MARIE BAUMOVÁ NAR. 1874 DEPORTOVÁNA 1942 DO TEREZÍNA ZAVRAŽDĚNA V TREBLINCE                                                          | Praha, Budečská 944/9                                          | Marie Baumová                            |
|                               | ZDE ŽILA BERTA BENDOVÁ ROZ. ELIŠÁKOVÁ NAR. 1874 DEPORTOVÁNA 1942 DO TEREZÍNA ZAVRAŽDĚNA V OSVĚTIMI                                            | Praha, Balbínova 408/24                                        | Berta Bendová roz. Elišáková             |
|                               | ZDE ŽILA JOSEFA BEYKOVSKÁ NAR. 1872 DEPORTOVÁNA 1942 DO TEREZÍNA ZAVRAŽDĚNA 17.7.1942 TAMTÉŽ                                                  | Praha, Balbínova 733/21                                        | Josefa Beykovská                         |
|                               | ZDE ŽIL ADOLF BEYKOVSKÝ NAR. 1896 DEPORTOVÁN 1942 DO TEREZÍNA ZAVRAŽDĚN 17.7.1942 V RAASICE                                                   | Praha, Balbínova 733/21                                        | Adolf Beykovský                          |
|                               | ZDE ŽIL JULIUS BEYKOVSKÝ NAR. 1864 DEPORTOVÁN 1942 DO TEREZÍNA ZAVRAŽDĚN 10.6.1942 TAMTÉŽ                                                     | Praha, Balbínova 733/21                                        | Julius Beykovský                         |
|                               | ZDE BYDLEL BOHUMIL BONDY NAR. 1889 DEPORTOVÁN 1942 DO TEREZÍNA ZAVRAŽDĚN 1943 V OSVĚTIMI                                                      | Praha, Budečská 796/17                                         | Bohumil Bondy                            |
|                               | ZDE BYDLELA KAMILA BONDYOVÁ NAR. 1890 DEPORTOVÁNA 1942 DO TEREZÍNA ZAVRAŽDĚNA 1943 V OSVĚTIMI                                                 | Praha, Budečská 796/17                                         | Kamila Bondyová                          |
|                               | ZDE ŽILA OLGA BONDYOVÁ NAR. 1876 DEPORTOVÁNA 1942 DO TEREZÍNA ZAVRAŽDĚNA 1942 V TREBLINCE                                                     | Praha 3, Ondríckova 2284/20                                    | Olga Bondyová                            |
|                               | ZDE BYDLELA EVŽENIE BONDY-GRIMMOVÁ NAR. 1876 DEPORTOVÁNA 1942 DO TEREZÍNA ZAVRAŽDĚNA 1942 V SOBIBORU                                          | Praha, Kouřimská 2185/9                                        | Evženie Bondy-Grimmová                   |
|                               | ZDE ŽIL JAN BRYCH NAR. 1912 ZATČEN 23. 6. 1942 VĚZNĚN NA MALÉ PEVNOSTI DEPORTOVÁN DO TEREZÍNA POPRAVEN 24. 10. 1942 V MAUTHAUSENU             | Praha, U Kanálky 1559/5                                        | Jan Brych                                |
|                               | ZDE ŽIL JOSEF BRYCH NAR. 1918 ZATČEN 23. 6. 1942 VĚZNĚN NA MALÉ PEVNOSTI DEPORTOVÁN DO TEREZÍNA POPRAVEN 24. 10. 1942 V MAUTHAUSENU           | Praha, U Kanálky 1559/5                                        | Josef Brych                              |
|                               | ZDE ŽILA BOŽENA BRYCHOVÁ NAR. 1921 ZATČENA 23. 6. 1942 VĚZNĚNA NA MALÉ PEVNOSTI DEPORTOVÁNA DO TEREZÍNA POPRAVENA 24. 10. 1942 V MAUTHAUSENU  | Praha, U Kanálky 1559/5                                        | Božena Brychová                          |
|                               | ZDE ŽILA MARIE BRYCHOVÁ NAR. 1914 ZATČENA 23. 6. 1942 VĚZNĚNA NA MALÉ PEVNOSTI DEPORTOVÁNA DO TEREZÍNA POPRAVENA 24. 10. 1942 V MAUTHAUSENU   | Praha, U Kanálky 1559/5                                        | Marie Brychová                           |
|                               | ZDE ŽIL JOSEF ČADA NAR. 1896 DEPORTOVÁN 1941 DO MAUTHAUSENU ZAVRAŽDĚN 1942                                                                    | Praha, Libická 1918/6                                          | Josef Čada                               |
|                               | ZDE ŽILA JOSEFA ČADOVÁ NAR. 1897 DEPORTOVÁNA 1941 DO RAVENSBRÜCKU PŘEŽILA                                                                     | Praha, Libická 1918/6                                          | Josefa Čadová                            |
|                               | ZDE BYDLEL ALFRED DUB NAR. 1885 DEPORTOVÁN 26.10.1941 DO LODŽE ZAVRAŽDĚN                                                                      | Praha, Budečská 944/9                                          | Alfred Dub                               |
|                               | ZDE ŽIL MUDR. ARNOŠT ECKSTEIN NAR. 1893 DEPORTOVÁN 1944 DO TEREZÍNA 1944 DO OSVĚTIMI ZAVRAŽDĚN                                                | Praha, Korunní 1772/81                                         | MUDr. Arnošt Eckstein                    |
|                               | ZDE BYDLEL BEDŘICH ECKSTEIN NAR. 1917 DEPORTOVÁN 1941 DO TEREZÍNA ZAVRAŽDĚN 1942 V SOBIBORU                                                   | Praha, Vinohradská 1899/112                                    | Bedřich Eckstein                         |
|                               | ZDE BYDLELA HANA ECKSTEINOVÁ ROZ. POLLAKOVÁ NAR. 1921 DEPORTOVÁNA 1941 DO TEREZÍNA ZAVRAŽDĚNA 1942 V SOBIBORU                                 | Praha, Vinohradská 1899/112                                    | Hana Ecksteinová roz. Pollaková          |
|                               | ZDE ŽILA ANNA FÄRBEROVÁ NAR. 1902 DEPORTOVÁNA 1942 DO TEREZÍNA ZAVRAŽDĚNA V LUBLINU                                                           | Praha, Budečská 944/9                                          | Anna Färberová                           |
|                               | ZDE ŽIL ALFRED FEIGL NAR. 1917 DEPORTOVÁN 1942 DO TEREZÍNA ZAVRAŽDĚN V OSVĚTIMI                                                               | Praha, Mánesova 1111/45                                        | Alfred Feigl                             |
|                               | ZDE ŽILA OLGA FEIGLOVÁ NAR. 1881 DEPORTOVÁNA 1942 DO TEREZÍNA ZAVRAŽDĚNA V OSVĚTIMI                                                           | Praha, Mánesova 1111/45                                        | Olga Feiglová                            |
|                               | ZDE ŽIL JINDŘICH FRANK NAR. 1905 DEPORTOVÁN 1941 DO TEREZÍNA 1944 DO OSVĚTIMI ZAVRAŽDĚN                                                       | Praha, Čelakovského sady 434/8 50°4′39″ s. š., 14°25′51″ v. d. | Jindřich Frank                           |
|                               | ZDE BYDLEL OTA FREUDENFELD NAR. 1891 DEPORTOVÁN 1943 DO TEREZÍNA ZAVRAŽDĚN V OSVĚTIMI                                                         | Praha, Belgická 67/25                                          | Ota Freudenfeld                          |
|                               | ZDE ŽILA MARIANA FOLTÝNOVÁ ROZ. MÜLLEROVÁ NAR. 1922 DEPORTOVÁNA 1942 DO TEREZÍNA PŘEŽILA                                                      | Praha, Mánesova 1066/34                                        | Mariana Foltýnová roz. Müllerová         |
|                               | ZDE ŽILA ALICE FRANKOVÁ ROZ. BEYKOVSKÁ NAR. 1898 DEPORTOVÁNA 1942 DO TEREZÍNA ZAVRAŽDĚNA V OSVĚTIMI                                           | Praha, Balbínova 733/21                                        | Alice Franková roz. Beykovská            |
|                               | ZDE BYDLEL EMIL GUT NAR. 1888 DEPORTOVÁN 16.7.1942 DO TEREZÍNA 1944 OSVĚTIMI ZAVRAŽDĚN                                                        | Praha, Chodská 1140/3                                          | Emil Gut                                 |
|                               | ZDE BYDLELA MARTA GUTOVÁ NAR. 1895 DEPORTOVÁNA 16.7.1942 DO TEREZÍNA 1944 OSVĚTIMI ZAVRAŽDĚNA                                                 | Praha, Chodská 1140/3                                          | Marta Gutová                             |
|                               | ZDE BYDLEL HANUŠ HACHENBURG NAR. 1929 DEPORTOVÁN 1942 DO TEREZÍNA ZAVRAŽDĚN V OSVĚTIMI                                                        | Praha, Belgická 67/25                                          | Hanuš Hachenburg                         |
|                               | ZDE BYDLELA ANNA HEITLEROVÁ NAR. 1876 DEPORTOVÁNA 1942 DO TEREZÍNA ZAVRAŽDĚNA V TREBLINCE                                                     | Praha, Kouřimská 2185/9                                        | Anna Heitlerová                          |
|                               | ZDE ŽILA TEREZIE HELLMANNOVÁROZ. JERUSALEMOVÁ NAR. 1883 DEPORTOVÁNA 1941 DO LODŽE ZAVRAŽDĚNA                                                  | Praha, Čelakovského sady 434/8 50°4′39″ s. š., 14°25′51″ v. d. | Terezie Hellmannová, rozená Jerusalemová |
|                               | ZDE BYDLEL DR. ALFRED HERTZKA NAR. 1884 DEPORTOVÁN 1941 DO LODŽE ZAVRAŽDĚN 1942 V LODŽI                                                       | Praha, Korunní 1961/109                                        | Dr. Alfred Hertzka                       |
|                               | ZDE ŽIL DR. ARPAD HIRSCHBERGER NAR. 1885 DEPORTOVÁN 1942 DO TEREZÍNA ZAVRAŽDĚN 23.1.1943 V OSVĚTIMI                                           | Praha, Slezská 2210/128                                        | Dr. Arpád Hirschberger                   |
|                               | ZDE ŽILA WILMA HIRSCHBERGEROVÁ ROZ. RINDOVÁ NAR. 1893 DEPORTOVÁNA 1942 DO TEREZÍNA ZAVRAŽDĚNA 23.7.1943 V OSVĚTIMI                            | Praha, Slezská 2210/128                                        | Wilma Hirschbergerová roz. Rindová       |
|                               | ZDE ŽILA EMILIE JELÍNKOVÁ NAR. 1883 DEPORTOVÁNA 1942 DO TEREZÍNA 1942 DO MALÉHO TROSTINCE ZAVRAŽDĚNA                                          | Praha, Blanická 591/1                                          | Emilie Jelínková                         |
|                               | ZDE ŽILA RŮŽENA JELÍNKOVÁ NAR. 1903 ZATČENA 1940 ZAVRAŽDĚNA 29.10.1942 V OSVĚTIMI                                                             | Praha, Blanická 591/1                                          | Růžena Jelínková                         |
|                               | ZDE ŽILA MILENA JESENSKÁ NAR. 1896 ZATČENA 1939 ZAVRAŽDĚNA 17.5.1944 V RAVENSBRÜCKU                                                           | Praha, Kouřimská 2326/6                                        | Milena Jesenská                          |
|                               | ZDE ŽILA ANNA KATZOVÁ NAR. 1863 DEPORTOVÁNA 1942 DO TEREZÍNA 1942 DO TREBLINKY ZAVRAŽDĚNA                                                     | Praha 2, Krkonošská 1607/10                                    | Anna Katzová                             |
|                               | ZDE ŽILA TEREZIE KELLEROVÁ NAR. 1893 DEPORTOVÁNA 1943 DO TEREZÍNA ZAVRAŽDĚNA V OSVĚTIMI                                                       | Praha, Cáslavská 1749/6                                        | Terezie Kellerová                        |
|                               | ZDE ŽIL RUDOLF KRAFFTOVÁ NAR. 1869 DEPORTOVÁN 1942 DO TEREZÍNA 1942 DO TREBLINKY ZAVRAŽDĚN                                                    | Praha, Lužická 1637/33                                         | Rudolf Krafft                            |
|                               | ZDE ŽILA OLGA KRAFFTOVÁ NAR. 1877 DEPORTOVÁNA 1942 DO TEREZÍNA 1942 DO TREBLINKY ZAVRAŽDĚNA                                                   | Praha, Lužická 1637/33                                         | Olga Krafftová                           |
|                               | ZDE ŽILA IRENA KREJČOVÁ NAR. 1884 DEPORTOVÁNA 1942 DO TEREZÍNA ZAVRAŽDĚNA 1942 V MALÉM TROSTINCI                                              | Praha, Velehradská 88/1                                        | Irena Krejčová                           |
|                               | ZDE ŽIL MILOŠ LEDERER NAR. 1922 DEPORTOVÁN 1942 DO TEREZÍNA ZAVRAŽDĚN 8.11.1942 V OSVĚTIMI                                                    | Praha, Slezská 397/12                                          | Miloš Lederer                            |
| Kámen zmizelého byl odstraněn | ZDE ŽIL PAVEL LEDERER NAR. 1924 DEPORTOVÁN 1942 DO TEREZÍNA ZAVRAŽDĚN 30.1.1943 V MAUTHAUSENU                                                 | Praha, Slezská 397/12                                          | Pavel Lederer                            |
|                               | ZDE ŽILA ANNA LEDEREROVÁ NAR. 1881 DEPORTOVÁNA 1942 DO TEREZÍNA ZAVRAŽDĚNA V MALÉM TROSTINCI                                                  | Praha, Vinohradská 35/25                                       | Anna Ledererová                          |
|                               | ZDE ŽILA MARKÉTA LEDEREROVÁ NAR. 1905 DEPORTOVÁNA 1942 DO TEREZÍNA ZAVRAŽDĚNA V MALÉM TROSTINCI                                               | Praha, Vinohradská 35/25                                       | Markéta Ledererová                       |
|                               | ZDE ŽIL ALFRED LÖW NAR. 1874 DEPORTOVÁN 1941 DO TEREZÍNA ZAVRAŽDĚN 18.6.1943                                                                  | Praha, Italská 615/7 50°4′37″ s. š., 14°26′7″ v. d.            | Alfred Löw                               |
|                               | ZDE ŽIL ARNOŠT LÖW NAR. 1903 DEPORTOVÁN 1941 DO TEREZÍNA 1944 DO OSVĚTIMI ZAVRAŽDĚN                                                           | Praha, Italská 615/7 50°4′37″ s. š., 14°26′7″ v. d.            | Arnošt Löw                               |
|                               | ZDE ŽIL JOSEF MAUTNER NAR. 1929 DEPORTOVÁN 1942 DO TEREZÍNA 1944 DO OSVĚTIMI ZAVRAŽDĚN                                                        | Praha, Belgická 67/25                                          | Josef Mautner                            |
|                               | ZDE ŽIL ALOIS MEISSL NAR. 1896 DEPORTOVÁN 1941 DO TEREZÍNA 1944 DO OSVĚTIMI ZAVRAŽDĚN                                                         | Praha, Čelakovského sady 434/8 50°4′39″ s. š., 14°25′51″ v. d. | Alois Meissl                             |
|                               | ZDE ŽIL ZDENĚK MÜLLER NAR. 1893 DEPORTOVÁN 1942 DO TEREZÍNA ZAVRAŽDĚN 1943 TAMTÉŽ                                                             | Praha 2, Mánesova 1066/34                                      | Zdeněk Müllerová                         |
|                               | ZDE ŽILA GERTRUDA MÜLLEROVÁ NAR. 1901 DEPORTOVÁNA 1942 DO TEREZÍNA 1944 DO OSVĚTIMI ZAVRAŽDĚNA                                                | Praha 2, Mánesova 1066/34                                      | Gertruda Müllerová                       |
|                               | ZDE ŽILA EMILIE RINDOVÁ NAR. 1895 DEPORTOVÁNA 1942 DO TEREZÍNA ZAVRAŽDĚNA V PIASKI                                                            | Praha, Balbínova 410/28                                        | Emilie Rindová                           |
|                               | ZDE ŽILA OLGA RINDOVÁ ROZ. ECKSTEINOVÁ NAR. 1873 DEPORTOVÁNA 1942 DO TEREZÍNA ZAVRAŽDĚNA V TREBLINCE                                          | Praha, Balbínova 410/28                                        | Olga Rindová                             |
|                               | ZDE ŽILA PAVLA SEGEROVÁ NAR. 1879 DEPORTOVÁNA 1942 DO TEREZÍNA ZAVRAŽDĚNA 4.8.1942 V MALÉM TROSTINCI                                          | Praha, Lužická 1637/33                                         | Pavla Segerová                           |
|                               | ZDE ŽIL PAVEL SOYKA NAR. 1907 DEPORTOVÁN 1942 DO TEREZÍNA ZAVRAŽDĚN V MALÉM TROSTINCI                                                         | Praha, Lužická 1637/33                                         | Pavel Soyka                              |
|                               | ZDE ŽIL PETR SOYKA NAR. 1938 DEPORTOVÁN 1942 DO TEREZÍNA ZAVRAŽDĚN V MALÉM TROSTINCI                                                          | Praha, Lužická 1637/33                                         | Petr Soyka                               |
|                               | ZDE ŽIL Quido SOYKA NAR. 1868 DEPORTOVÁN 1942 DO TEREZÍNA ZAVRAŽDĚN V OSVĚTIMI                                                                | Praha, Lužická 1637/33                                         | Quido Soyka                              |
|                               | ZDE ŽILA BERTA SOYKOVÁ NAR. 1864 DEPORTOVÁNA 1942 DO TEREZÍNA ZAVRAŽDĚNA 27.12.1943 V MALÉM TROSTINCI                                         | Praha, Lužická 1637/33                                         | Berta Soyková                            |
|                               | ZDE ŽILA HERMÍNA SOYKOVÁ NAR. 1876 DEPORTOVÁNA 1942 DO TEREZÍNA ZAVRAŽDĚNA 14.8.1943 V OSVĚTIMI                                               | Praha, Lužická 1637/33                                         | Hermína Soyková                          |
|                               | ZDE ŽILA MARTA SOYKOVÁ NAR. 1908 DEPORTOVÁNA 1942 DO TEREZÍNA ZAVRAŽDĚNA V MALÉM TROSTINCI                                                    | Praha, Lužická 1637/33                                         | Marta Soyková                            |
|                               | ZDE ŽIL JOSEF ŠPERL NAR. 1890 ZATČEN 1941 ZAVRAŽDĚN 1942 V MAUTHAUSENU                                                                        | Praha, Libická 1918/6                                          | Josef Šperl                              |
|                               | ZDE ŽIL ARNOŠT TELLER NAR. 1911 DEPORTOVÁN 1942 DO TEREZÍNA 1944 DO OSVĚTIMI ZAVRAŽDĚN TAMTÉŽ                                                 | Praha, Řipská 1677/27                                          | Arnošt Teller                            |
|                               | ZDE ŽIL EGON TELLER NAR. 1907 DEPORTOVÁN 1942 DO TEREZÍNA ZAVRAŽDĚN 1942 V MAJDANKU                                                           | Praha, Řipská 1677/27                                          | Egon Teller                              |
|                               | ZDE ŽIL EMIL TELLER NAR. 1873 DEPORTOVÁN 1942 DO TEREZÍNA ZAVRAŽDĚN 1944 TAMTÉŽ                                                               | Praha, Řipská 1677/27                                          | Emil Teller                              |
|                               | ZDE ŽILA JANA TELLEROVÁ NAR. 1888 DEPORTOVÁNA 1942 DO TEREZÍNA 1944 DO OSVĚTIMI ZAVRAŽDĚNA TAMTÉŽ                                             | Praha, Řipská 1677/27                                          | Jana Tellerová                           |
|                               | ZDE ŽILA LILLY TELLEROVÁ NAR. 1912 DEPORTOVÁNA 1942 DO TEREZÍNA ZAVRAŽDĚNA                                                                    | Praha, Řipská 1677/27                                          | Lilly Tellerová                          |
|                               | ZDE ŽIL LEO ULTMANN NAR. 1906 DEPORTOVÁN 1942 DO TEREZÍNA ZAVRAŽDĚN 1943 V OSVĚTIMI                                                           | Praha, Hradešínská 1931/58                                     | Leo Ultmannová                           |
|                               | ZDE ŽILA MARTA ULTMANNOVÁ NAR. 1906 DEPORTOVÁNA 1942 DO TEREZÍNA ZAVRAŽDĚNA 1943 V OSVĚTIMI                                                   | Praha, Hradešínská 1931/58                                     | Marta Ultmannová                         |
|                               | ZDE ŽILA HELENA VEJVODOVÁ NAR. 1914 ZATČENA 23. 6. 1942 VĚZNĚNA NA MALÉ PEVNOSTI DEPORTOVÁNA DO TEREZÍNA POPRAVENA 24. 10. 1942 V MAUTHAUSENU | Praha, U Kanálky 1559/5                                        | Helena Vejvodová                         |
|                               | ZDE ŽILA ALOISIE VESECKÁ NAR. 1890 DEPORTOVÁNA 1942 DO TEREZÍNA ZAVRAŽDĚNA 1944 TAMTÉŽ                                                        | Praha 3, Ondríckova 2379/30                                    | Aloisie Vesecká                          |
|                               | ZDE ŽILA BERTA VOGELOVÁ NAR. 1890 DEPORTOVÁNA 1942 DO TEREZÍNA ZAVRAŽDĚNA V TREBLINCE                                                         | Praha, Rumunská 18/22                                          | Berta Vogelová                           |
|                               | ZDE ŽIL RUDOLF WEISL NAR. 1893 DEPORTOVÁN 1942 DO TEREZÍNA 1942 DO RAASIKY ZAVRAŽDĚN                                                          | Praha, Boleslavská 2193/12                                     | Rudolf Weisl                             |
|                               | ZDE ŽILA ANNA WEISLOVÁ NAR. 1909 DEPORTOVÁNA 1942 DO TEREZÍNA 1942 DO RAASIKY ZAVRAŽDĚNA                                                      | Praha, Boleslavská 2193/12                                     | Anna Weislová                            |
|                               | ZDE ŽILA RUTH WEISLOVÁ NAR. 1930 DEPORTOVÁNA 1942 DO TEREZÍNA 1942 DO RAASIKY ZAVRAŽDĚNA                                                      | Praha, Boleslavská 2193/12                                     | Ruth Weislová                            |
|                               | ZDE BYDLEL FRANTIŠĚK WITROFSKY NAR. 1904 DEPORTOVÁN 1942 DO TEREZÍNA ZAVRAŽDĚN 9.3.1945 V DACHAU                                              | Praha, Anny Letenské 34/7                                      | František Witrofský                      |
|                               | ZDE BYDLEL PETR ŠTĚPÁN WITROFSKY NAR. 1930 DEPORTOVÁN 1942 DO TEREZÍNA ZAVRAŽDĚN 9.3.1945 V OSVĚTIMI                                          | Praha, Anny Letenské 34/7                                      | Petr Štěpán Witrofský                    |
|                               | ZDE ŽILA JIŘINA ZORINOVÁ ROZ. JELÍNKOVÁ NAR. 1907 DEPORTOVÁNA 1942 DO TEREZÍNA ZAVRAŽDĚNA                                                     | Praha 3, Blanická 591/1                                        | Jiřina Zorinová roz. Jelínková           |

Bez nároku na úplnost.